# کنمور (واشینگتن)
کنمور (به انگلیسی: Kenmore) شهری در شهرستان کینگ ایالت واشنگتن است که در سرشماری سال ۲۰۱۰ میلادی، ۲۰۴۶۰ نفر جمعیت داشته است.